# Ash United F.C.
Câu lạc bộ bóng đá Ash United là một câu lạc bộ bóng đá có trụ sở tại Ash, Surrey, Anh. Đội hiện là thành viên của Wessex League Division One và chơi trên Sân vận động Shawfields. Câu lạc bộ trực thuộc Surrey County Football Association.

## Lịch sử
Câu lạc bộ được thành lập vào năm 1911 và sớm gia nhập Surrey Intermediate League, chơi cho đến năm 1968. Đội đã vô địch giải đấu vào các mùa giải 1948-49, 1951-52, 1964-65 và 1966-67.
Năm 1968, đội chuyển đến Surrey Senior League, nhưng phải rời giải ba năm sau đó khi họ buộc phải rời Ash Common Ground của mình. Sau khi chuyển địa điểm, đội gia nhập lại Surrey Senior League năm 1976, Năm 1978, Senior League trở thành Home Counties League, với Ash về đích ở vị trí á quân trong mùa giải đầu tiên và giành được George Allen Memorial Cup. Giải đấu được đổi tên thành Combined Counties League trong mùa giải tiếp theo, với Ash lại kết thúc với tư cách á quân.
Mùa giải 1981-82 chứng kiến giải đấu được chia thành các Hạng đấu Đông và Tây, với Ash giành chức vô địch khu vực phía Tây và chức vô địch chung cuộc với chiến thắng chung cuộc 3-0 (1-0 trên sân nhà, 2-0 trên sân khách) trước Malden Town trong play-off vô địch. Giải đấu sau đó trở lại thành một giải đấu duy nhất, với Ash kết thúc trong top 5 trong 4 mùa giải tiếp theo, trước khi giành chức vô địch một lần nữa vào mùa giải 1986-87. Câu lạc bộ đã giành được Premier Challenge Cup vào mùa giải 1997-98, và mùa giải tiếp theo chứng kiến danh hiệu thứ ba và chiến thắng ở Aldershot Senior Cup. Đội lại vô địch giải Cúp vào mùa giải 2001-02.
Khi giải đấu giành được giải hạng hai vào năm 2003, Ash được xếp vào Premier Division, nơi họ ở lại cho đến khi bị xuống hạng ở Division One vào cuối mùa giải 2013-14.

## Sân vận động
Ban đầu câu lạc bộ chơi tại Ash Common, nhưng bị buộc phải rời đi vào năm 1971, chuyển đến Sân vận động Shawfield. Dàn đèn được lắp đặt vào năm 1996 và một khán đài 100 chỗ ngồi mới được dựng lên vào năm 2003.

## Danh hiệu
- Combined Counties League
  - Vô địch 1981-82, 1986-87, 1998-99
  - Vô địch Western Division 1981-82
  - Vô địch Premier Winners Challenge Cup 1997-98
  - Vô địch George Allen Memorial Cup 1978-79
- Surrey Intermediate League
  - Vô địch 1948-49, 1951-52, 1964-65, 1966-67
- Aldershot Senior Cup
  - Vô địch 1998-99, 2001-02
- Surrey Intermediate Cup
  - Vô địch 1952-53

## Kỉ lục
- Vị trí cao nhất giải quốc nội: thứ 1 ở Combined Counties League 1981-82, 1986-87, 1998-99[5]
- Thành tích tốt nhất tại Cúp FA: Vòng loại thứ hai, 1998-99[5]
- Thành tích tốt nhất tại FA Vase: Vòng Bốn 1998-99, 2001-02
- Kỉ lục số khán giả: 914 với AFC Wimbledon, Combined Counties League Premier Division, 2002-03[2]
- Cầu thủ ra sân nhiều nhất: Paul Bonner, 582[2]
- Cầu thủ ghi nhiều bàn thắng nhất: Shaun Mitchel, 216[2]
- Trận thắng đậm nhất: 11-0 với Fleet Town[7]
- Trận thua đậm nhất: 10-1 với Chessington & Hook United, Combined Counties League Division One, 14 tháng 4 năm 2015